# 老城镇 (合水县)
老城镇，是中华人民共和国甘肃省庆阳市合水县下辖的一个乡镇级行政单位。

## 行政区划
老城镇下辖以下地区：
老城镇社区、水沟村、东关村、牧家沟村、寺儿塬村、庙庄村、杨坪村、赵塬村、小塬子村和庆阳市国营林业总场北川林场。